# Conde de Resende
Conde de Resende de juro e herdade é um título nobiliárquico português criado pelo Rei D. José I de Portugal por Decreto de 9 de Junho de 1754 em favor de D. António José de Castro, Almirante de Portugal.
Os Condes de Resende exerceram sempre, desde a origem deste título, o importante cargo de Almirante de Portugal.

## Condes de Resende
Título criado de juro e herdade pelo Rei D. José I por Decreto de de 9 de Junho de 1754 em favor de D. António José de Castro, Almirante de Portugal.

### Titulares
1. D. António José de Castro
2. D. José Luís de Castro, Vice-Rei do Brasil
3. D. Luís Inocêncio Benedito de Castro
4. D. António Benedito de Castro
5. D. Luís Manuel Benedito da Natividade de Castro Pamplona
6. D. Manuel Benedito de Castro Pamplona
7. D. António de Castro Pamplona
8. D. João de Castro Pamplona
9. D. Maria José de Castro
10. D. Maria Benedita de Castro
11. D. João de Castro de Mendia
12. D. Maria José de Castro
13. D. Maria Benedita de Castro, irmão da antecessora
14. D. João de Castro de Mendia

### Armas
Armas de Castro (das 13 arruelas) plenas. Escudo: de ouro, com treze arruelas de azul, alinhadas em três palas, 4, 5 e 4. Timbre: leão nascente de ouro, armado e linguado de vermelho.